# Cephaloscyllium isabellum
Cephaloscyllium isabellum es una especie de peces de la familia Scyliorhinidae en el orden de los Carcharhiniformes.

## Morfología
• Los machos pueden llegar alcanzar los 100 cm de longitud total.

## Reproducción
Es ovíparo.

## Hábitat
Es un pez  de clima subtropical y asociado a los  arrecifes de coralque vive entre 5-690 m de profundidad.

## Distribución geográfica
Se encuentran en Nueva Zelanda.